# Удлинённая пятиугольная бипирамида
Удлинённая пятиуго́льная бипирами́да — один из многогранников Джонсона (J16, по Залгаллеру — М3+П5+М3).
Составлена из 15 граней: 10 правильных треугольников и 5 квадратов. Каждая квадратная грань окружена двумя квадратными и двумя треугольными; каждая треугольная грань окружена квадратной и двумя треугольными.
Имеет 25 рёбер одинаковой длины. 5 рёбер располагаются между двумя квадратными гранями, 10 рёбер — между квадратной и треугольной, остальные 10 — между двумя треугольными.
У удлинённой пятиугольной бипирамиды 12 вершин. В 10 вершинах сходятся две квадратных и две треугольных грани; в 2 вершинах сходятся пять треугольных граней.
Удлинённую пятиугольную бипирамиду можно получить из трёх многогранников — двух правильных пятиугольных пирамид (J2) и правильной пятиугольной призмы, все рёбра у которых одинаковой длины, — приложив основания пирамид к основаниям призмы.

## Метрические характеристики
Если удлинённая пятиугольная бипирамида имеет ребро длины {\displaystyle a}, её площадь поверхности и объём выражаются как
{\displaystyle S={\frac {5}{2}}\left(2+{\sqrt {3}}\right)a^{2}\approx 9{,}3301270a^{2},}
{\displaystyle V={\frac {1}{12}}\left(5+{\sqrt {5}}+3{\sqrt {25+10{\sqrt {5}}}}\right)a^{3}\approx 2{,}3234831a^{3}.}

## В координатах
Удлинённую пятиугольную бипирамиду с длиной ребра {\displaystyle 2} можно расположить в декартовой системе координат так, чтобы её вершины имели координаты
- {\displaystyle \left(\pm 1;\;-{\sqrt {\frac {5+2{\sqrt {5}}}{5}}};\;\pm 1\right),}
- {\displaystyle \left(\pm {\frac {1+{\sqrt {5}}}{2}};\;{\sqrt {\frac {5-{\sqrt {5}}}{10}}};\;\pm 1\right),}
- {\displaystyle \left(0;\;{\sqrt {\frac {10+2{\sqrt {5}}}{5}}};\;\pm 1\right),}
- {\displaystyle \left(0;\;0;\;\pm \left(1+{\sqrt {\frac {10-2{\sqrt {5}}}{5}}}\;\right)\right).}

При этом две из шести осей симметрии многогранника будет совпадать с осями Oy и Oz, а две из шести плоскостей симметрии — с плоскостями xOy и yOz.